# Andrew VanWyngarden
Andrew Wells VanWyngarden, född 1 februari 1983 i Columbia, Missouri, är sångare och gitarrist i bandet MGMT (som är en förkortning för The Management, vilket bandet också hette förut). Han och Benjamin "Ben" Goldwasser bildade MGMT medan de studerade vid Wesleyan University, där de tog examen 2005. 

## Biografi
Andrew VanWyngarden, föddes i Columbia, Missouri, och växte upp i Memphis, Tennessee, där han gick i Lausanne Collegiate School och White Station High School. Medan han var i High School bildade han ett band tillsammans med Dan Treharne som het Glitter Penis, där de två lekte runt på datorn och "bara gjorde låtar". De skapade och spelade in parod-sångar men spelade inte live. Senare var VanWyngarden med i ett band som het Accidental Mersh med framtida MGMT-gitarrist Hank Sullivant som senare skulle introducera honom till James Richardson, MGMTs framtida live-gitarrist. Bandet uppnådde lokal framgång och berömmelse i och runt Memphis-området och släppte två album: det självbetitlade Accidental Mersh och Mirror Israeli.
Andrew VanWyngarden utexaminerades i musik vid Wesleyan University, där han träffade bandmedlem Ben Goldwasser. Det var Andrew som tog initiativ till bildandet av bandet MGMT och han skriver många av sångtexterna.
Andrew VanWyngarden är med i ett sido-projekt med Kevin Barnes från Of Montreal som heter Blikk Fang.

## Diskografi
Singlar med Blikk Fang
- 2015 – "Go To Waste" / "Lead Huffer"

Sololåtar på album med div. artister
- 2014 – "I'm Alive" (på Morning Of The Earth (Soundtrack) / Morning Of The Earth Reimagined)
- 2014 – "I Just Knew" (på Spirit Of Akasha (Soundtrack) (Celebrating Morning Of The Earth)
- 2017 – "Nature Boy" (på Resistance Radio: The Man In The High Castle Album)